# EDAN
 (septembre 2017).
EDAN est une chaîne de télévision diffusée sur Canal+ et sur CanalSat lancée le 24 mars 2015 par la fondatrice Evelyne Diatta Accrombessi,.
La chaîne panafricaine est financée à hauteur de 5 millions d'investissement par le groupement de partenaires africains et européens.[Quoi ?]

## Histoire
EDAN est l'acronyme de Evelyne Diatta-Accrombessi Network.